# Shanghai Waigaoqiao Shipbuilding
Shanghai Waigaoqiao Shipbuilding — колишня суднобудівна верф заснована в 1999 році та розташована в гирлі річки Янцзи.

## Опис
Shanghai Waigaoqiao Shipbuilding (SWS) є дочірньою компанією China CSSC Holding. Верф займає площу 5 мільйонів квадратних метрів і має чотири причали обладнання, два сухих доки, один 800-тонний портальний кран і три 600-тонних портальних крани.
Верф займається проєктуванням і будівництвом великих кораблів і морських установок. Основна увага приділяється дуже великим типам суден, таким як балкери, нафтові танкери та великі контейнеровози. Таким чином у SWS було створено хороших 11 % світових балкерів, що експлуатуються, і 8,3 % світового флоту VLCC. Крім того, верф також зайнята ремонтом великих кораблів.
Наразі верф реконструюють, щоб прийняти замовлення на два круїзних лайнери вартістю 1500 мільйонів фунтів стерлінгів від CSSC Carnival Cruise Shipping Limited. США з опцією підготовки ще чотирьох новобудов. Будівництво відповідає ліцензії на проєктування класу, побудованого Fincantieri, довжиною 323 метри, вагою приблизно 134 000 GT і місткістю приблизно 5000 пасажирів. Fincantieri надає технологічну платформу, ноу-хау та ключові компоненти. Згідно з угодою, Carnival Corporation здійснюватиме нагляд за будівництвом. Здача першого з цих кораблів запланована на 2023 рік.

## Дивись також
- CSSC Carnival Cruise Shipping Limited